# Uclesia varicornis
Uclesia varicornis là một loài ruồi trong họ Tachinidae.